# Вольфганг Лойтцль
Вольфганг Лойтцль (нім. Wolfgang Loitzl, 13 січня 1980) — австрійський стрибун з трампліна, олімпійський чемпіон, чемпіон світу.
Вольфганг Лойтцль бере участь у міжнародних змаганнях стрибунів з трамліна з 1997. Найбільші його досягнення здобуті в командних змаганнях у складі збірної Австрії. З командою він здобув звання олімпійського чемпіона на Олімпіаді у Ванкувері, а також п'ять разів ставав чемпіоном світу. Крім того, він має одну золоту медаль чемпіона світу в індивідуальних змаганнях на нормальному трампліні.
Разом із збірною Австрії Лойтцль вигравав чемпіонат світу з польотів на лижах у 2010 році.
Лойтцль переможець Турніру чотирьох трамплінів у сезоні 2008/2009.